# Стрикув (гміна)
Гміна Стрикув (пол. Gmina Stryków) — місько-сільська гміна у центральній Польщі. Належить до Зґерського повіту Лодзинського воєводства.
Станом на 31 грудня 2011 у гміні проживало 12316 осіб.

## Площа
Згідно з даними за 2007 рік площа гміни становила 157.84 км², у тому числі:
- орні землі: 78.00%
- ліси: 13.00%

Таким чином, площа гміни становить 18.49% площі повіту.

## Населення
Станом на 31 грудня 2011:
| Опис     | Загалом | Загалом | Чоловіки | Чоловіки | Жінки | Жінки |
| -------- | ------- | ------- | -------- | -------- | ----- | ----- |
| одиниця  | осіб    | %       | осіб     | %        | осіб  | %     |
| все      | 12316   | 100     | 6060     | 49.20    | 6256  | 50.80 |
| міське   | 3558    | 100     | 1722     | 48.40    | 1836  | 51.60 |
| сільське | 8758    | 100     | 4338     | 49.53    | 4420  | 50.47 |

## Сусідні гміни
Гміна Стрикув межує з такими гмінами: Бжезіни, Ґловно, Ґловно, Дмосін, Зґеж, Новосольна.